# وودند، نورث‌همپتون‌شر
وودند (به انگلیسی: ووداند) یک روستا و محله مدنی در بریتانیا است که در ساوت نورث‌همپتون‌شر واقع شده‌است. وودند ۳۲۲ نفر جمعیت دارد.